# Bezirk Hinwil
Der Bezirk Hinwil ist ein ländlich geprägter Bezirk im Osten des Kantons Zürich in der Schweiz, der im Wesentlichen den südlichen Teil des Zürcher Oberlandes umfasst.

## Politische Gemeinden
| Wappen      | PLZ        | Gemeindename  | Einwohner (31. Dezember 2023) | Fläche in km² | Einwohner pro km² |
| ----------- | ---------- | ------------- | ----------------------------- | ------------- | ----------------- |
| Bäretswil   | 8344       | Bäretswil     | 5142                          | 22,19         | 232               |
| Bubikon     | 8608       | Bubikon       | 7614                          | 11,61         | 656               |
| Dürnten     | 8635       | Dürnten       | 7877                          | 10,22         | 771               |
| Fischenthal | 8497       | Fischenthal   | 2625                          | 30,24         | 87                |
| Gossau ZH   | 8625       | Gossau (ZH)   | 10'569                        | 18,26         | 579               |
| Grüningen   | 8627       | Grüningen     | 3843                          | 8,79          | 437               |
| Hinwil      | 8340       | Hinwil        | 11'832                        | 22,28         | 531               |
| Rüti ZH     | 8630       | Rüti (ZH)     | 12'862                        | 10,06         | 1279              |
| Seegräben   | 8607       | Seegräben     | 1469                          | 3,77          | 390               |
| Wald ZH     | 8636       | Wald (ZH)     | 10'562                        | 25,27         | 418               |
| Wetzikon    | 8620       | Wetzikon (ZH) | 26'462                        | 16,81         | 1574              |
| Total (11)  | Total (11) | Total (11)    | 100'857                       | 179,50        | 562               |

## Zivilgemeinden
Bis Ende 2009 bestanden noch folgende Zivilgemeinden:
- Gossau, Gemeinde Gossau
- Tann, Gemeinde Dürnten
- Unter-Dürnten, Gemeinde Dürnten

## Ortschaften
| PLZ  | Name der Ortschaft     | Gemeinde                |
| ---- | ---------------------- | ----------------------- |
| 8345 | Adetswil               | Bäretswil               |
|      | Hinterbettswil         | Bäretswil               |
|      | Hinterburg             | Bäretswil               |
|      | Kleinbäretswil         | Bäretswil               |
|      | Neuthal                | Bäretswil               |
|      | Vorderbettswil         | Bäretswil               |
|      | Wappenswil             | Bäretswil               |
| 8633 | Wolfhausen             | Bubikon                 |
|      | Hasenstrick            | Dürnten                 |
|      | Oberdürnten            | Dürnten                 |
| 8632 | Tann                   | Dürnten                 |
| 8498 | Gibswil                | Fischenthal             |
| 8498 | Raad bei Gibswil       | Fischenthal             |
| 8496 | Steg im Tösstal        | Fischenthal             |
| 8614 | Bertschikon bei Gossau | Gossau                  |
|      | Brüschweid             | Gossau                  |
| 8624 | Grüt                   | Gossau                  |
|      | Hellberg               | Gossau                  |
|      | Herschmettlen          | Gossau                  |
| 8626 | Ober-Ottikon           | Gossau                  |
| 8626 | Unter-Ottikon          | Gossau                  |
|      | Adletshausen           | Grüningen               |
|      | Bächelsrüti            | Grüningen               |
|      | Binzikon               | Grüningen               |
|      | Holzhusen              | Grüningen Oetwil am See |
|      | Itzikon                | Grüningen               |
|      | Bossikon               | Hinwil                  |
|      | Erlosen                | Hinwil                  |
|      | Girenbad               | Hinwil                  |
|      | Hadlikon               | Hinwil                  |
|      | Ringwil                | Hinwil                  |
| 8342 | Wernetshausen          | Hinwil                  |
|      | Fägswil                | Rüti ZH                 |
| 8607 | Aathal                 | Seegräben               |
|      | Aretshalden            | Seegräben               |
|      | Ottenhausen            | Seegräben               |
|      | Sack                   | Seegräben               |
|      | Blattenbach            | Wald                    |
|      | Hittenberg             | Wald                    |
|      | Hueb                   | Wald                    |
| 8637 | Laupen                 | Wald                    |
|      | Ried                   | Wald                    |
|      | Ettenhausen            | Wetzikon                |
| 8623 | Kempten                | Wetzikon                |
|      | Medikon                | Wetzikon                |
|      | Oberwetzikon           | Wetzikon                |
|      | Robank                 | Wetzikon                |
|      | Robenhausen            | Wetzikon                |
|      | Unterwetzikon          | Wetzikon                |

## Geschichte
In der Helvetik war der Kanton Zürich in fünf Verwaltungsbezirke eingeteilt, das ganze Zürcher Oberland war Teil des Bezirks Uster. Dieser war seinerseits in die Distrikte Fehraltorf, Grüningen, Uster und Wald gegliedert. Die Zürcher Staatsverfassung von 1814 teilte den Kanton neu in elf Amtsbezirke oder Oberämter ein. Die ehemalige Herrschaft Grüningen wurde zum Oberamt Grüningen. 1830 forderte das Landvolk des Oberamts Grüningen (wie anderswo im Kanton) Reformen und verlangte völlige Gleichberechtigung zwischen Stadt und Landschaft. An einer Volksversammlung in Uster wurden am 22. November in einem Memorial Forderungen aufgestellt. Aufgrund des Drucks der Bevölkerung fanden bereits am 6. Dezember 1830 Wahlen in den neuen Grossen Rat statt.
Nur drei Monate später, am 20. März 1831, folgte die Volksabstimmung über die neue Zürcher Kantonsverfassung, der eine überwältigende Mehrheit der Stimmberechtigten zustimmte.
Mit der Volksabstimmung vom 20. März 1831 wurden die Oberämter aufgehoben. Die Gemeinden des bis dato Oberamtes Grüningen bildeten den neuen Bezirk Hinwil – Bezirkshauptort wurde Hinwil.